# 索尼α1
索尼α1是索尼公司的α系列的旗舰级全画幅无反相机，发布于2021年1月27日。α1与Xperia Pro智能手机一起发布，后者可以作为HDR监视器以及5G发射器。该相机针对专业摄影师和视频制作者，预计2021年3月开始发售，建议零售价为6500美元。